# East Cambridgeshire
East Cambridgeshire es un distrito no metropolitano del condado de Cambridgeshire (Inglaterra). Limita al norte con Fenland y Norfolk, al este con Suffolk, al sur y al oeste con South Cambridgeshire y al oeste con Huntingdonshire. Fue constituido el 1 de abril de 1974 bajo la Ley de Gobierno Local de 1972 como una fusión del distrito urbano de Ely y los distritos rurales de Ely y Newmarket.

## Geografía
Según la Oficina Nacional de Estadística británica, East Cambridgeshire tiene una superficie de 651,28 km².

## Demografía
Según el censo de 2001, East Cambridgeshire tenía 73 214 habitantes (49,42% varones, 50,58% mujeres) y una densidad de población de 112,42 hab/km². El 19,91% eran menores de 16 años, el 72,58% tenían entre 16 y 74 y el 7,51% eran mayores de 74. La media de edad era de 39,47 años. 
La mayor parte (93,22%) eran originarios del Reino Unido. El resto de países europeos englobaban al 2,09% de la población, mientras que el 0,57% había nacido en África, el 1,17% en Asia, el 2,61% en América del Norte, el 0,08% en América del Sur, el 0,22% en Oceanía y el 0,04% en cualquier otro lugar. Según su grupo étnico, el 97,9% de los habitantes eran blancos, el 0,68% mestizos, el 0,46% asiáticos, el 0,32% negros, el 0,41% chinos y el 0,24% de cualquier otro. El cristianismo era profesado por el 74,76%, el budismo por el 0,18%, el hinduismo por el 0,14%, el judaísmo por el 0,13%, el islam por el 0,22%, el sijismo por el 0,14% y cualquier otra religión por el 0,33%. El 15,46% no eran religiosos y el 8,65% no marcaron ninguna opción en el censo.
El 39% de los habitantes estaban solteros, el 47,04% casados, el 1,7% separados, el 5,91% divorciados y el 6,34% viudos. Había 29 780 hogares con residentes, de los cuales el 24,24% estaban habitados por una sola persona, el 6,57% por padres solteros con o sin hijos dependientes, el 67,16% por parejas (56,15% casadas, 11,01% sin casar) con o sin hijos dependientes, y el 2,02% por múltiples personas. Además, había 727 hogares sin ocupar y 78 eran alojamientos vacacionales o segundas residencias.	